# Franz Trautmann (Theologe)
Franz Trautmann (* 1939 in Königshuld (Schlesien); † 12. Dezember 2022) war ein deutscher römisch-katholischer Theologe und Religionspädagoge.

## Leben
Franz Trautmann wuchs in Oberschlesien auf. Seine Familie wurde aus der Heimat vertrieben, so kam er nach Franken. Er besuchte das Johann-Philipp-von-Schönborn-Gymnasium in Münnerstadt, an dem er 1959 das Abitur ablegte. Er studierte katholische Theologie und arbeitete ab 1970 im Auftrag des Bistums Würzburg in der Fortbildung der angehenden Religionslehrer. Danach war Trautmann Assistent an der Katholisch-Theologischen Fakultät der Universität Würzburg.
1976 wurde Trautmann zum Leiter des Katechetischen Instituts des Bistums Würzburg ernannt. Er arbeitete bei Theologie im Fernkurs mit und verfasste Schulbücher für den Religionsunterricht. Nach seiner Promotion zum Dr. theol. 1980 wurde Trautmann als Professur für Katholische Theologie und Religionspädagogik an die Pädagogische Hochschule Schwäbisch Gmünd berufen.
Franz Trautmann war mit der katholischen Theologin Maria Trautmann verheiratet. Die Familie lebte in Eichstätt.

## Schriften
- Religionsunterricht im Wandel. Die Blaue Eule, Essen 1990.
- Das Weihnachtsfest als religionspädagogisches Problem. Benziger, Zürich 1981.
- Theologie im Fernkurs:  Religionsunterricht in der Grundschule (= Religionspädagogisch-katechetischer Kurs, Lehrbrief 19). 3. Auflage. Würzburg 2001.

Aufsätze:
- Der Würzburger Lehrer Johann Valerian Schubert (1866–1931) – vergessener Wegbereiter einer erneuerten Religionspädagogik. In: Würzburger Diözesangeschichtsblätter. Band 55. Würzburg 1993, S. 387–427.
- Stand die Wiege der Münchener katechetischen Reformbewegung in Würzburg? Dr. Johann Baier (1852–1907): Königlicher Professor und Seminaroberlehrer am Lehrerbildungsseminar Würzburg. In: Würzburger Diözesangeschichtsblätter. Band 59. Würzburg 1997, S. 151–182.
- Johann Michael Herberich (1845–1930) – „Vater“ der St. Josefs-Einrichtungen in Gemünden und Eisingen bei Würzburg. Ein Motor der heilpädagogisch orientierten Religionspädagogik? In: Würzburger Diözesangeschichtsblätter. Band 65. Würzburg 2003, S. 213–257.